# اسون یونسون
اسون یونسون (انگلیسی: Sven Johnson؛ ۱۲ سپتامبر ۱۸۹۹ – ۷ ژوئیه ۱۹۸۶) ژیمناست هنری اهل سوئد بود.
وی در مسابقات کشوری و بین‌المللی در مجموع برندهٔ ۱ مدال طلا شده‌است.